# Kościół św. Józefa w Aldershot
Kościół św. Józefa w Aldershot (ang. St Joseph's Church) – rzymskokatolicki kościół parafialny w Aldershot, w Anglii, wzniesiony w latach 1912-1913, znajdujący się na rogu Queen's Road i Edward Street.

## Historia
W 1869 roku biskup Southwark Thomas Grant wyznaczył ks. Thomasa Purcella do pracy z katolicką ludnością w Aldershot. W wynajętym budynku uroczyście otwarto kaplicę 29 lipca 1869 roku. Natomiast w 1871 roku ks. Purcell nabył za 400 funtów teren, na którym obecnie stoi kościół św. Józefa. Kolejny duszpasterz pracujący w Aldershot Louis Hall dokupił sąsiadującą działkę. 24 maja 1883 roku został otwarty tymczasowy żelazny kościół.
W 1902 roku do Aldershot przybył kolejny duszpasterz ks. Francis O'Farrell. Zaczął on zbiórkę funduszy na nowy kościół. Jednak jego budowa rozpoczęła się dopiero w 1912 roku. Autorem projektu był George Drysdale, który musiał zmierzyć się z problemem umieszczenia jak największego budynku na trójkątnym placu. Tymczasowy żelazny kościół został rozebrany i przeniesiony na Belle Vue Road. Nowy kościół św. Józefa został otwarty 30 stycznia 1913 roku.
Kościół został konsekrowany 22 września 1982.

## Architektura i sztuka
Kościół zbudowano z czerwonej cegły. Po stronie zachodniej znajduje się narteks. W kierunku prezbiterium kościół stopniowo się zwęża.